# Guldspætte
Guldspætten (Colaptes auratus) er en spætte i ordenen af spættefugle. Den lever i skovområder spredt over Nordamerika og helt ned til Mellemamerika.
Guldspætten er den amerikanske delstat Alabamas statsfugl under navnet "Yellowhammer".